# De Vliegende Panters
Het trio De Vliegende Panters  was van 1995 tot 2008 een cabaretgroep, die bestond uit Rutger de Bekker, Diederik Ebbinge en Remko Vrijdag.

## Geschiedenis
De Bekker, Ebbinge en Vrijdag zaten samen op de Kleinkunstacademie, alwaar zij de groep De Vliegende Panters oprichtten. Toen zij in 1995 van school kwamen begonnen zij direct te toeren met hun eerste avondvullende show Sex, die zij schreven als eindexamenopdracht. De show werd een succes, met name door de scène over Dikkie Dik, en werd op cd uitgegeven.
Hierna kwamen zij met het programma Hype. Ook dit was een groot succes en zij traden er 270 keer mee op. Vervolgens maakten zij de negendelige televisieserie Daar Vliegende Panters voor de VARA. Het daaruit voortkomende nummer 'Houdoe', onder de artiestennaam De Kassameisjes, behaalde de 11e plaats in de Top 40. In de videoclip van dit nummer waren gastrollen voor Javier Guzman, Wende Snijders en Nynke Laverman.
In 2002 en 2003 speelden zij hun derde programma  De Grote Drie, waarbij zij als uitgangspunt 'geloof, hoop en liefde' hadden. In 2004 waren zij een van de acts die met een helikopter op Bevrijdingsdag diverse bevrijdingsfestivals af gingen.
In 2006 ging hun vierde theaterprogramma van start met de titel Ebbinge, Vrijdag en De Bekker.
Van de shows Sex, Hype en De Grote Drie verschenen alle teksten gebundeld in boekvorm.
In opdracht van de VARA hebben de Vliegende Panters twee satirische televisieseries gemaakt. Iedere serie bestaat uit negen afleveringen. Hierin werkten zij typetjes uit hun theatershows verder uit, maar kwamen er ook nieuwe personages. De eerste serie van negen afleveringen (Daar Vliegende Panters I) werd uitgezonden in het seizoen 2001-2002. De serie was geen onverdeeld succes. Voor de tweede serie (Daar Vliegende Panters II) werd daarom een iets andere insteek gekozen, met meer leaders en terugkomende onderdelen. De tweede serie werd uitgezonden in het seizoen 2005-2006. Beide series zijn op dvd verschenen.

## Voorstellingen
- 1996: Sex
- 1998: Hype
- 2002: De grote drie
- 2006: Ebbinge, Vrijdag en De Bekker

## Naderhand
- In de film Alles is Liefde (2007) van Joram Lürsen spelen Ebbinge, Vrijdag en De Bekker de rol van de corpsvrienden van Prins Valentijn.

## Verder lezen
- Ally Smid, "Corona-ellende bracht ex-Vliegende Panters samen: ‘Wat we toen maakten zou nu niet meer kunnen’", Trouw, 14 juni 2021. Gearchiveerd op 23 juli 2021. Geraadpleegd op 17 september 2022.